# 三角線
三角線或三角線軌道為鐵路路線的一種形式，為三條鐵路軌道以三角形的形狀交會，並在三個交會點設有轉轍器，或因多條鐵路路線先後交會，或由於列車調頭等特殊目的所興建。

## 功能類似的設備或設施
路線交會

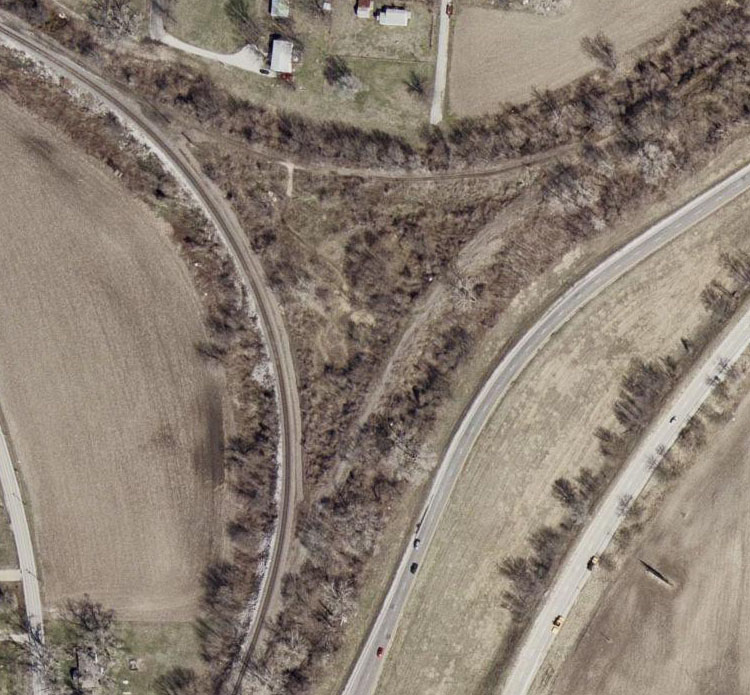
一個現已部分停用的三角線航拍圖

- 雙K轉轍器（部分功能類似，但使用例及方式不同）

列車調頭
- 轉車盤
- 環形迴車道

## 問題
一般由於列車運用上的問題，大部分的鐵路公司都會避免會造成列車調頭的運轉方式。可能造成的問題有：
1. 對號列車的車序倒反（「雙車頭」現象）
對號車經由三角線時會造成車序倒反，旅客可能找不到車廂，或需變動月台上的車序指示牌，解決方式為不經過第三邊（如台鐵縱貫線北上進到台中後先退回彰化再進海線，或北上先進追分退回台中再直進海線）
2. 連結問題
若是車廂端面連接線並非對角對稱之設計，當車廂倒反將無法連接
3. 設備問題
電車組內的設施多半在固定位置，若是重要設施（如廁所）只在車組的一端，當連掛的車組中有一組方向倒反，則很可能造成列車中間沒有該設施可以使用
4. 維修問題
車廂兩側的設備可能不同，若是車場原先只設計在同側修理，則列車方向倒反時會造成維修上的困難
5. 特殊車輛與站場設計
例如臺灣花蓮縣的林田山林場鐵道，唯一的一輛客車廂上下車門僅開設於一側，所行經站場也僅同一側設有月台

## 使用例

### 台灣

#### 臺灣鐵路管理局
路線交會

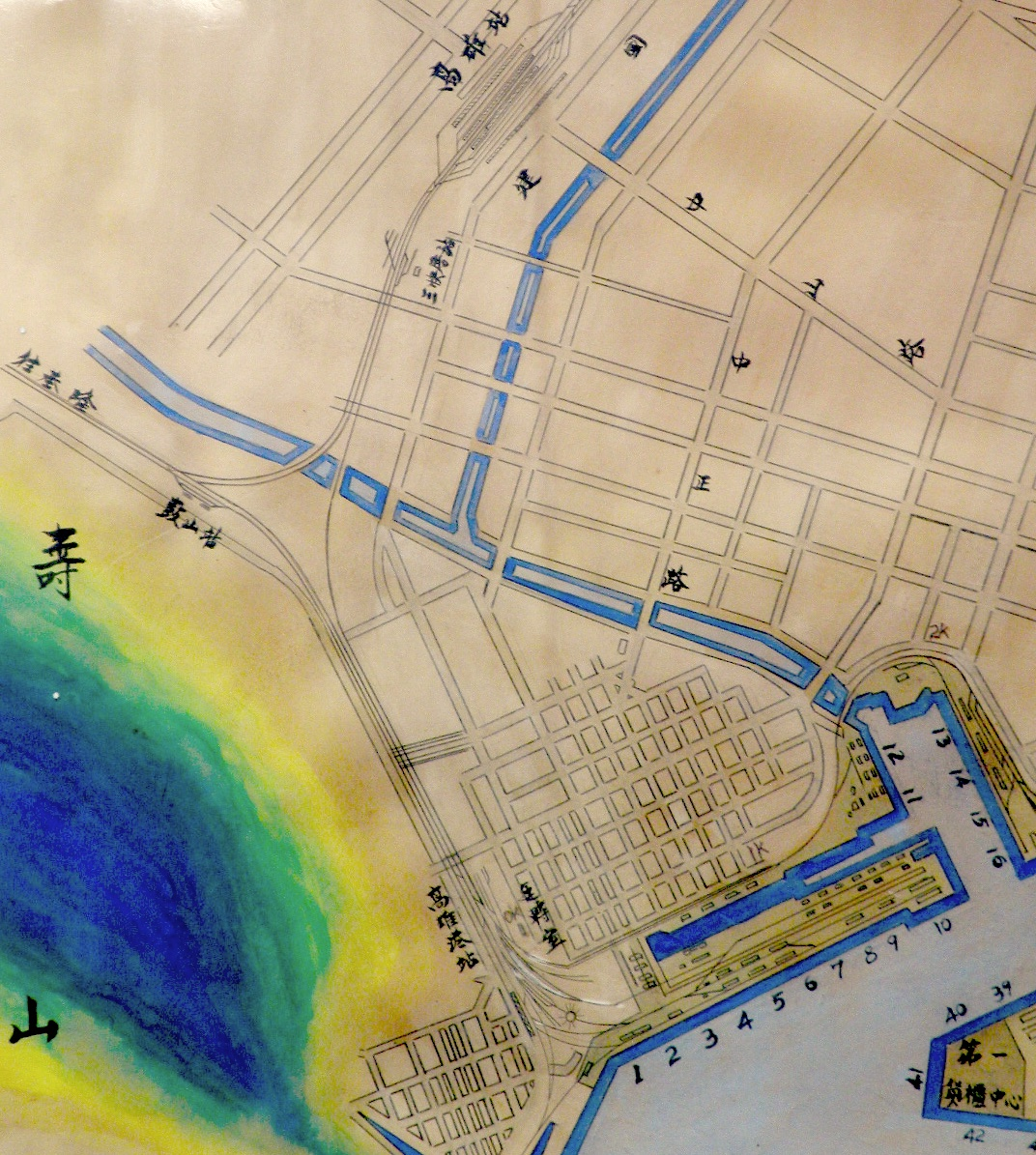
鼓山、高雄、高雄港三角路線圖

- 臺中線（山線）、海岸線（海線）與成追線：於成功、追分及大肚溪南間。

列車調頭
- 台東舊站調頭軌道：取代原有轉車盤設立，該車站目前保留為台東鐵道藝術村。
- 臺鐵潮州車輛基地。

已消失
- 台北車站一代舊址：劉銘傳所建的清代鐵路中，在台北城外即有三角線之線路，中心點為今之鄭州路與承德路口[1]，分別通往基隆、台北大稻埕及新竹方向，但在日治時期隨後的改線中取消。
- 高雄至高雄港一帶：高雄市區內縱貫線與屏東線位於愛河一帶的交會，於鼓山、壽山及三塊厝間。1995年11月8日屏東線高雄川橋（壽山─三塊厝）拆除，目前鼓山─壽山間也已拆除。
- 花蓮至花蓮港一帶：北迴線與花蓮港線的交會，於北埔、花蓮前往花蓮港線區間。目前花蓮─花蓮港路線已經拆除不用，並新設嘉新號誌站[2]。
- 高雄臨港線前鎮車場與新光間分歧至中島車場的分歧點。

#### 林務局森林鐵路
列車調頭
- 阿里山線：在竹崎車站與二萬坪車站，供車輛調頭。

#### 捷運
列車調頭
- 台北捷運：在板南線的土城機廠內，專為一組三輛車調頭之用。

路線交會
- 新北捷運：在淡海輕軌的濱海沙崙站西側，提供綠山線、藍海線列車相互直通之用。

### 中國大陸

#### 北京
特殊設計
- 北京地鐵首都機場線：往T3、T2及市區方向位在三個端點。

#### 上海
车库连接
- 上海轨道交通4号线蒲汇塘停车场、宜山路站和上海体育场站位于三个端点，其中两条为出入库线，一条是正线。同时，4号线蒲汇塘车库和4号线其余部分正线还构成了一个灯泡线，作用与三角线类似。

#### 成都
线路交会
- 位于八里站，成渝铁路、成昆铁路、达成铁路三条国铁电气化干线于该站交会。亦可供达成铁路和其他两条线路之间调头。

#### 哈尔滨
线路交汇
- 位于哈尔滨站，京哈线，哈大高铁，哈齐客专等多条国铁线路在此交汇。亦可供进出维修站使用。

#### 深圳
车库连接
- 深圳地鐵1號線前海車輛段及前海灣站、新安站間隧道，構成一組三角線；其中兩條八字線為進出車輛段隧道，一組兩條隧道為正線。
- 深圳地鐵7號線深雲車輛段、安托山停車場及深雲站、安托山站間隧道，構成三組三角線；其中兩條八字線為進出車輛段及停車場隧道，另外其中一條位於安托山站的隧道為2號線與7號線的聯絡線。
- 深圳地鐵9號線筆架山停車場及孖嶺站、銀湖站間隧道，構成一組三角線；其中兩條八字線為進出車輛段隧道，一組兩條隧道為正線。
- 深圳地鐵10號線涼帽山車輛段及涼帽山站、甘坑站間隧道，構成一組三角線；其中兩條八字線為進出車輛段隧道，一組兩條隧道為正線。
- 深圳地鐵8號線望基湖停车场及鹽田港站、深外站間隧道，構成一組三角線；其中兩條單洞八字線為進出隧道（而連接鹽田港站隧道較長），一條雙洞隧道為正線；而進入車廠的隧道則呈U型。

#### 東莞
廣深鐵路與京九鐵路交匯處（近常平站）

### 香港
路線交會
- 港鐵觀塘綫和將軍澳綫藍田站、油塘站和東區海底隧道之間，其中藍田至東區海底隧道的路段現為藍田站後備行車隧道，正常車務並不使用。
- 港鐵輕鐵多處，如輕鐵兆康站。特別的是，在三角線設立了月台，形成三角月台， 而兆康站的三角線是由一個迴圈以及元朗至屯門方向的路軌形成，除了車廠和兆康站外其他三角線只可以用於方向分歧，但在兆康站從鳳地過來的614P列車由於路軌設計問題因此並不具調頭的功能，只能繼續前駛，所以會和615P交換對方路線直通運行。
- 香港電車多處，如波斯富街/軒尼詩道交界、天樂里/軒尼詩道交界。特別的是，由於電車有方向性，嚴格來說只是方向分歧，並不具整列調頭的功能。

列車調頭
- 港鐵輕鐵，車廠內

### 日本

京葉線在二俣地區的三角線分佈示意圖。

- 京葉線：由東日本旅客鐵道經營的京葉線在東京都會區東部的市川鹽濱、西船橋與南船橋三站之間存在一個三角線，以便透過兩條支線在西船橋車站處與武藏野線連結。其中，在三角線南側的京葉本線上還存在一個車站二俣新町。

## 外部連結
- 獨一無二的三角軌浮現土城機廠（台北捷運報導（页面存档备份，存于）第199期（页面存档备份，存于））